# Dickhausen
Dickhausen ist eine Ortschaft in der Stadt Waldbröl im Oberbergischen Kreis im südlichen Nordrhein-Westfalen innerhalb des Regierungsbezirks Köln.

## Geschichte
1454 wurde der Ort das erste Mal urkundlich erwähnt: „Alff van Dickhusen gehört zu den Geschädigten der Auseinandersetzungen zwischen Berg und Sayn-Homburg“. Die entsprechende Urkunde befindet sich im Hauptstaatsarchiv Wiesbaden.

## Denkmalgeschützte Fachwerkhäuser

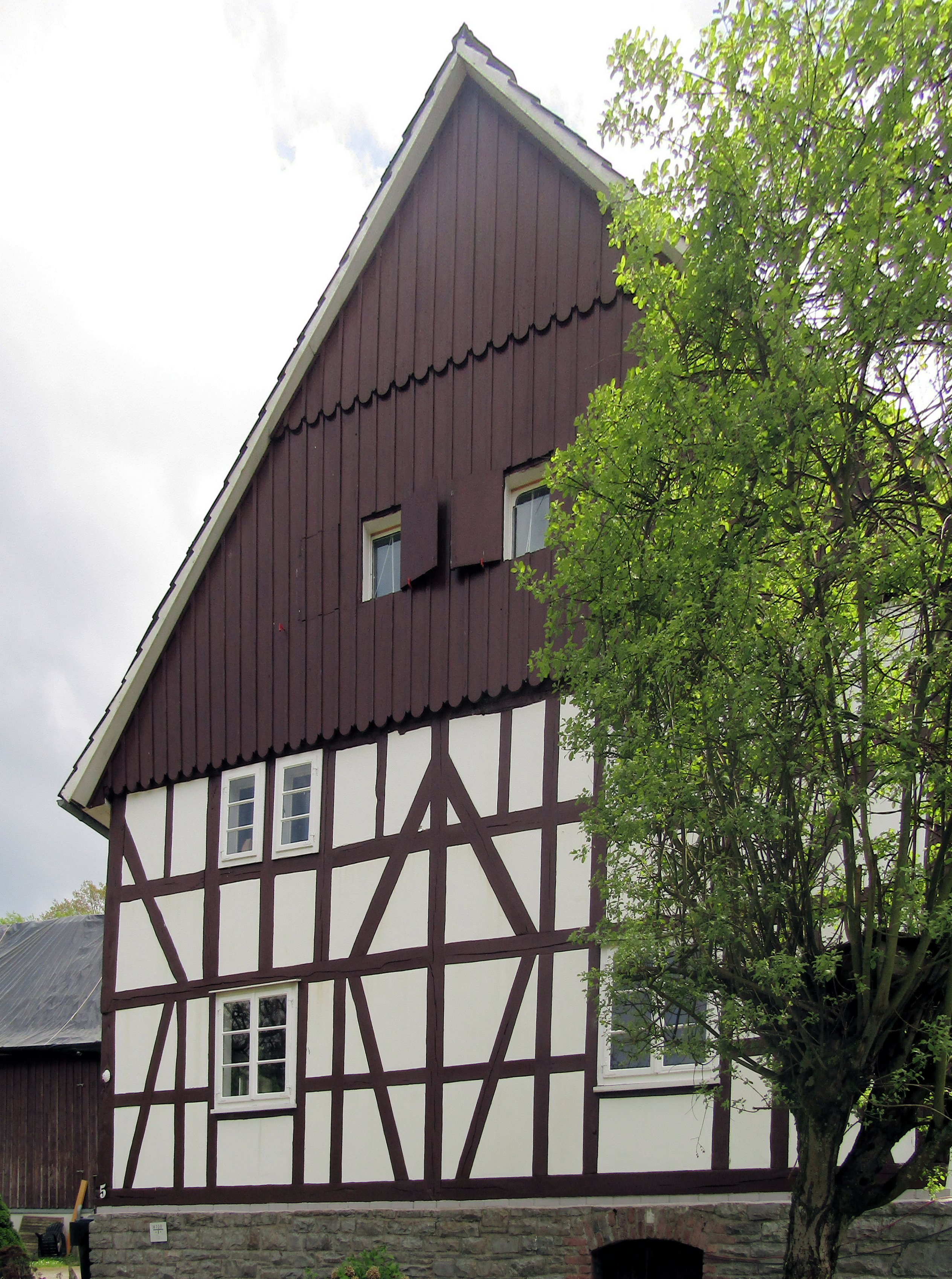
Auf den Eichen 5

## Persönlichkeiten
- Carl Friedrichs (1830–1906), Kaufmann, Stadtverordneter in Alt-Remscheid, Mitglied des Provinziallandtages der Rheinprovinz und des Preußischen Abgeordnetenhauses